# Ammoni de Lampres
Ammoni (en grec antic: Ἀμμώνιος; en llatí: Ammonius) era un filòsof peripatètic del segle i originari de Lampres, a l'Àtica. Va ser mestre de Plutarc a l'Acadèmia d'Atenes. Hom li atribueix un tractat Περὶ Βωμῶν, o Περὶ Βωμῶν καὶ Θυσιῶν. Una altra obra esmentada per Ateneu amb el títol Περὶ τῶν Ἀθηνῆσιν Ἑταιρίδων també podria ser obra seva.